# 數學卡片棋
數學卡片棋（Coupon Go），或譯為數字卡片棋、卡片围棋，是美国国家科学院院士Elwyn Berlekamp於1990年代推出的圍棋變體，藉由標有目数的卡片（Coupon）以量化每手棋官子价值，来帮助理解先后手官子和目数的大小。

## 歷史
Berlekamp長久致力于将数学和围棋官子结合起来的研究，在1990年代設計此遊戲。
第一次有记录的职业棋手比赛于1998年4月21日在加州门罗公园进行，选手是江铸久、芮迺伟夫妻。規則使用40张Coupon，最大的面值是20，每一张递减0.5。結果是江铸久赢半目。随后几个月，Berlekamp與助手Bill Fraser以及Bill Spight分析了这场比赛的最后64手，使用复杂的数学模型以及强大的電腦程序辅助分析。棋盘上有子的点被自然划分为若干区域，其中有些区域被命名为北方、东方、西方、极南、中南等。在棋盘的北方，大约了兩萬种走法被输入到电脑程序中进行分析。江铸久和芮迺伟参加多次讨论。最后研究人员得出结论，这场比赛实际上非常接近。研究结果最後由Bill Spight在2002年发表在剑桥大学出版社期刊《More Games of No Chance》上。
1999年，江铸久夫妻到韩国下棋后，还应Berlekamp的邀请在伯克利大学一次数学界学术会上，下了数学卡片棋的表演比赛。全美各地不少对棋有兴趣的数学家都观看这场表演赛。
2007年7月，江铸久和芮迺伟在加州伯克利大學數學科學研究學會又进行长达一天的比赛，规则与上次一样，但为突出终局，这场比赛包括了一次黑白互易的重赛。同年11月28-29日，六位排名较高的职业棋手在首爾的韩国棋院参加锦标赛，有江铸久、芮迺伟、安祚永、元晟臻、宋泰坤和韩尚勋。这场比赛為韩国棋院举办，赞助者是Berlekamp以及美国围棋协会。美国围棋协会代表从吴清源的经典赛事中挑选出五个官子階段局面。結果是安祚永获得冠军。
2010年10月25日，中国棋院舉行三天五輪的比賽，本次比赛也是国家队的官子训练赛，同樣由Berlekamp協助并制定规则。比賽者有芮迺伟、丁伟、周鹤洋、王磊、谢赫、黄奕中，最後丁伟获得冠军。觀戰者俞斌表示对官子训练非常好。

## 棋具
- 同圍棋棋具。
- 通常為數十張卡片，面值标注各目的数字。

## 規則
- 卡片正面朝上疊成牌庫，自頂到底依數字大到小排列。
- 將棋盤擺成一盤收官階段的圍棋局面。
- 兩方回合可選擇以下兩種行動之一：
  - 落子，採用圍棋下法。
  - 虛手，然後從牌庫頂端的卡片作為己方分數。如卡庫已取完，則只有虛手。
- 當牌庫取完後，雙方又連續虛手時，一盤結束，雙方紀錄所得目數與卡片的分數總合，然後黑白互易，恢復成原先收官階段的局面再進行一盤，共進行兩盤。最後兩盤分數加總，以高分為勝[1]。

## 外部連結
- 遊戲影片 （页面存档备份，存于）